# 영단
경영재단(일본어: 経営財団 케이에이자이단[*]), 약칭 영단(일본어: 営団 에이단[*])은 1941년(쇼와 16년) 이후 고노에 내각의 국가총동원체제 하에서 국책회사와 함께 탄생한 “민관협력”의 성격을 가진, 공법인도 사법인도 아닌 중간 형태의 특수법인이다. 개별적으로 제정되는 특별법들로 설립되었다.
후생성 소관의 주택영단, 철도성 소관의 제도고속도교통영단(영단지하철), 농림수산성 소관의 농지개발영단이 처음 설립되었으며, 이후로도 여러 영단이 설립되었다. 제도고속도교통영단을 제외한 영단들은 종전 후 미군정(GHQ)의 방침으로 국책회사와 함께 폐지되었다. 영단들의 일부 업무는 새로 설립된 공단으로 인계되었다. 